# Хольцман, Томас
Томас Хольцман (нем. Thomas Holtzmann; 1927—2013) — немецкий актёр театра и кино.

## Биография
Родился 1 апреля 1927 года в Мюнхене.
Актёрскому мастерству обучался в Мюнхене. Играть начал в городских театрах Шлезвига, Нюрнберга, Саарбрюкена и Кёльна. Первый большой успех пришёл в берлинском Театре Шиллера. В 1961 году вернулся в родной Мюнхен, где играл вместе с Фрицем Кортнером. Затем работал в венском Бургтеатре, позже (по 1977 год) — играл в Гамбурге. C 1977 по 2001 год Томас Хольцман работал в мюнхенском театре Münchner Kammerspiele.
Много снимался в кино и на телевидении.
Умер 4 января 2013 года. Жена — Густль Галенке — тоже актриса.

## Творчество

### Фильмография
| - 1955 — Geliebte Feindin - 1959 — Unser Wunderland bei Nacht - 1961 — Die Perser (ТВ) - 1961 — Prinz Friedrich von Homburg (ТВ) - 1961 — Кто вы, доктор Зорге? / Wer sind Sie, Dr. Sorge? - Рихард Зорге - 1962 — Der Prozeß - 1962 — Gabriel Schillings Flucht (ТВ) - 1963 — Das Leben ein Traum (ТВ) - 1963 — Die Wölfe (ТВ) - 1963 — König Ödipus (ТВ) - 1964 — Professor Bernhardi (ТВ) - 1966 — Der Großtyrann und das Gericht (ТВ) - 1966 — Die Fliegen (ТВ) - 1966 — Finale in Berlin - 1969 — Der Kommissar (ТВ) - 1969 — Michael Kohlhaas — der Rebell - 1970 — Gneisenau — Die politische Auflehnung eines Soldaten (ТВ) - 1975 — Comenius (ТВ) | - 1977 — Dantons Tod (ТВ) - 1977—1991 — Derrick (телесериал) - 1978 — Feuerwasser (ТВ) - 1978 — Wunnigel (ТВ) - 1980—1985 — Der Alte (ТВ) - 1987 — Wallenstein - 1989 — Fabrik der Offiziere (ТВ) - 1990 — Кафе «Европа» / Café Europa - 1991 — Erfolg - 1992 — Schtonk! - 1995 — Hades - 1998 — Neue Freiheit — Keine Jobs Schönes München - 1999 — Der Bulle von Tölz — Tod aus dem All (ТВ) - 1999 — Pünktchen und Anton - 2000 — Фантом / Das Phantom (ТВ) - 2003 — Die lange Bibel-Nacht: Im Anfang (ТВ) - 2004 — Die eine und die andere (ТВ) - 2004 — Дядя Ваня / Onkel Wanja (ТВ) |